# Christian Egander Skov
Christian Egander Skov (født 18. marts 1985 i Aarhus) er en dansk historiker, forfatter og konservativ debattør.

## Levnedsløb
Christian Egander Skov er uddannet cand.mag. i historie og religionsvidenskab fra Aarhus Universitet i 2010 og ph.d. sammesteds fra i 2013. Hans ph.d.-afhandling omhandlede mellemkrigstidens konservatisme i Danmark. Han har været postdoc ved Institutt for Sprog og Litteratur ved Norges teknisk-naturvidenskabelige universitet (NTNU), hvor han var tilknyttet forskningsprojektet Conservatism at the Crossroads.
Skov er redaktør på det konservative kulturtidsskrift Årsskriftet Critique, der bl.a. står bag podcastserien Nej til nyt med Skov som vært.

## Forfatterskab
Skov udgav i 2016 bogen Konservatisme i mellemkrigstiden på Aarhus Universitetsforlag. Bogen, der er en redigeret version af Skovs ph.d.-afhandling, beskriver de tre ideologiske tråde, han opfatter som de væsentlige i mellemkrigsperioden i og omkring Det Konservative Folkeparti: Den i sidste ende sejrende socialkonservatisme forbundet med blandt andet John Christmas Møller, der støttede det parlamentariske demokrati, den reaktionære højrekonservatisme, der ønskede at føre udviklingen tilbage til før 1. verdenskrig, og nykonservatismen, repræsenteret af blandt andet Jack G. Westergaard, som inspireret af tidens fascistiske strømninger så konservatismens redning i skabelsen af noget nyt.
I 2022 fulgte debatbogen Borgerlig krise på Gyldendal. Her udvikler forfatteren sin hovedtanke om, at en velfungerende borgerlig ideologi bør indeholde en forening af liberale og konservative tanker og et "folkeligt" element. Hvis et af disse tre elementer mangler, eller fylder for lidt, bliver konsekvenserne uheldige. Bogen er en kritik af centrum-højres, ifølge forfatteren, manglende evne til at inkorporere det folkelige element i deres politik.
I januar 2023 modtog Christian Egander Skov Weekendavisens litteraturpris for netop debatbogen Borgerlig krise. Han modtog hæderen for "sin fornemme analyse af det borgerlige Danmarks elendigheder". "Borgerlig krise er diagnostik til tiden", lød begrundelsen.